# Per Šmidl
Per Šmidl (* 31. října 1954) je dánský spisovatel a esejista. Jeho matka byla Dánka, otec pocházel z Československa. Několik let žil jako politický disident v Praze.

## Život a dílo
Jeho otec byl původem maďarský Žid, po únorovém převratu v roce 1948 odešel z Československa do Dánska, kde se oženil. Per Šmidl studoval v Kodani anglickou literaturu a historii. Ve svých sedmadvaceti letech se odstěhoval do Christiánie, do lokality téměř v centru Kodaně. Žil v maringotce usazené na špalcích ve čtvrti pojmenované Pampeliška. V Christiánii strávil dva roky, poté se odstěhoval do Paříže a žil také v Kalifornii. Po návratu do Dánska napsal v roce 1994 bestseller Chop Suey.
V devadesátých letech odešel do České republiky, kde získal politický azyl, který mu udělil tehdejší prezident Václav Havel. Dostal se totiž do konfliktu s dánskou společností kvůli knize esejů z roku 1995 Oběť blahobytu.Esej o jedinci a státu dánském (Velfærdets offerblod: et essay om stat om individ i Danmark), ve které zpochybnil roli a svobodu jednotlivce v sociálním státě. Po několikaletém pobytu v České republice našel s dánským státem kompromisní řešení a vrátil se zpět. V roce 2013 napsal výrazně autobiografický román Maringotka 537, Christiánie,(Wagon 537 Christiania). Námět čerpal ze života v Christiánii a román je inspirovaný pařížskými prózami Henryho Millera. Je autorem dalších knih, například v roce 1997 vyšel jeho román Mathias Kraft, v roce 2003 román Stormpassager a v roce 2006 esej Ytringsfrihed. Jeho prvním románem byl Så sandt vi lever z roku 1989.
V roce 2022 proběhlo v Moravské zemské knihovně v Brně setkání s autorem a s jeho knihou Maringotka 537, Christiánie.